# Prismatine Peak
Der Prismatine Peak (vormals Tourmaline Peak) ist ein 95 m hoher Berg an der Ingrid-Christensen-Küste des ostantarktischen Prinzessin-Elisabeth-Lands. Er ragt als einer der Gipfel der Larsemann Hills auf der Halbinsel Stornes in der Prydz Bay auf.
Erstmals untersucht wurde er bei einer von 1986 bis 1987 durchgeführten Kampagne der Australian National Antarctic Research Expeditions. Weiterführende Untersuchungen aus den Jahren von 2003 bis 2004 ergaben, dass anstatt des ursprünglich angenommenen Turmalin das seltene Prismatin das dominante Mineral im borosilikathaltigen Gestein dieses Bergs darstellt. Das Antarctic Names Committee of Australia änderte auf Vorschlag von Ed Grew von der University of Maine die ursprüngliche Benennung.